# Грознецкий, Олег Борисович
Оле́г Бори́сович Грозне́цкий (род. 31 августа 1969 года, Киев) — российский журналист, государственный и политический деятель. Наибольшую известность получил как корреспондент «Первого канала», которым он проработал 13 лет — с осени 1997 по осень 2010 года. Министр социальной политики Калининградской области (2010—2013), заместитель гендиректора ООО «Союз-М» (2013—2018), заместитель председателя Общественной палаты Калининградской области (2017—2020).

## Биография

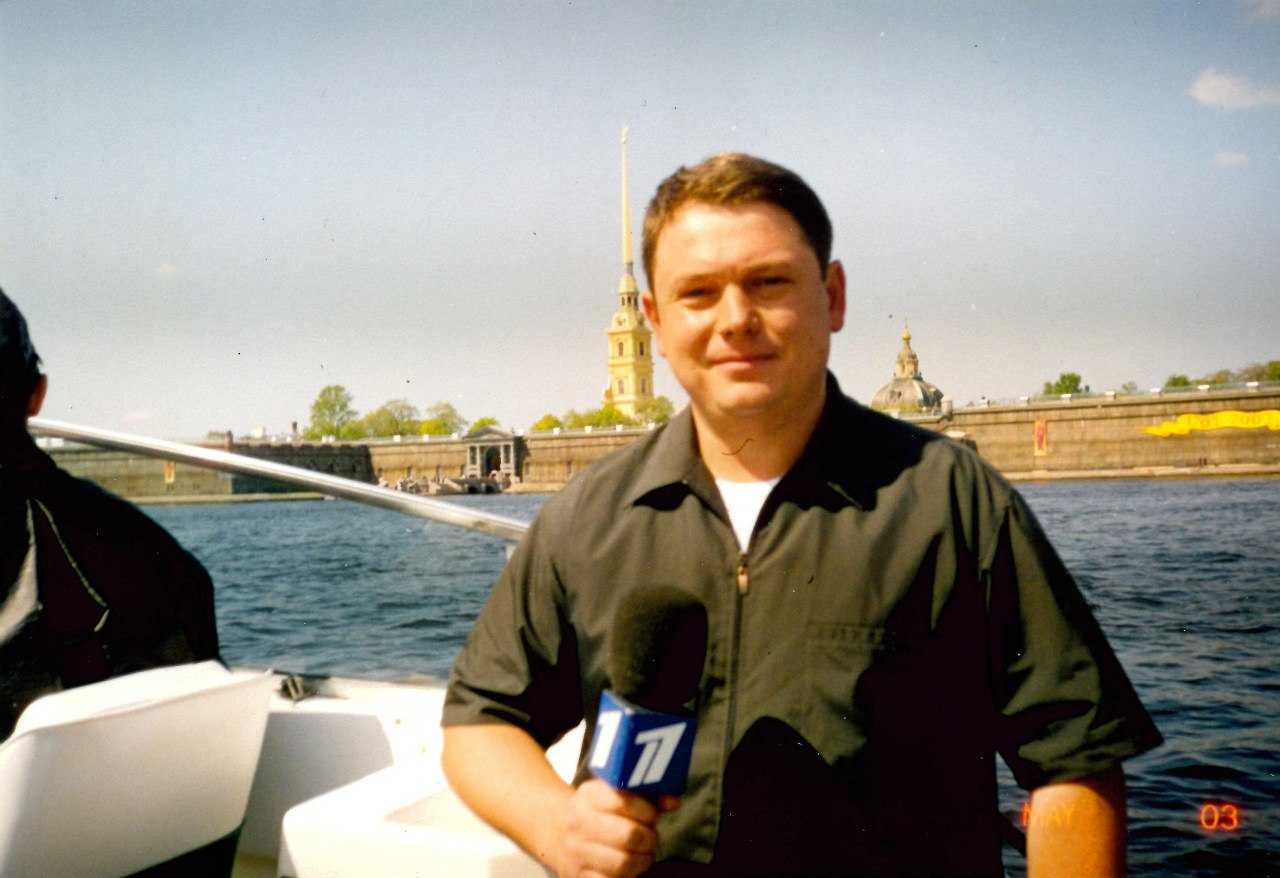
Олег Грознецкий в 2003 году

В 1991 году окончил Рижское высшее авиационно-инженерное училище имени Якова Алксниса, где получил специальность инженера по летательным аппаратам и системам автоматического управления силовых установок.
В 1992—1993 годы проходил службу в окружной военной газете Северо-Западной группы войск в Риге, вначале — корреспондентом, затем — начальником отдела.
В 1993 году исполнял обязанности начальника пресс-службы Северо-Западной группы войск.
В 1994—1996 годах возглавил пресс-службу Командующего Калининградской группой Пограничных войск.
В 1996 году уволился из рядов Федеральной пограничной службы и перешел работать на калининградскую Государственную телерадиокомпанию «Янтарь» редактором, а затем и ведущим новостей.

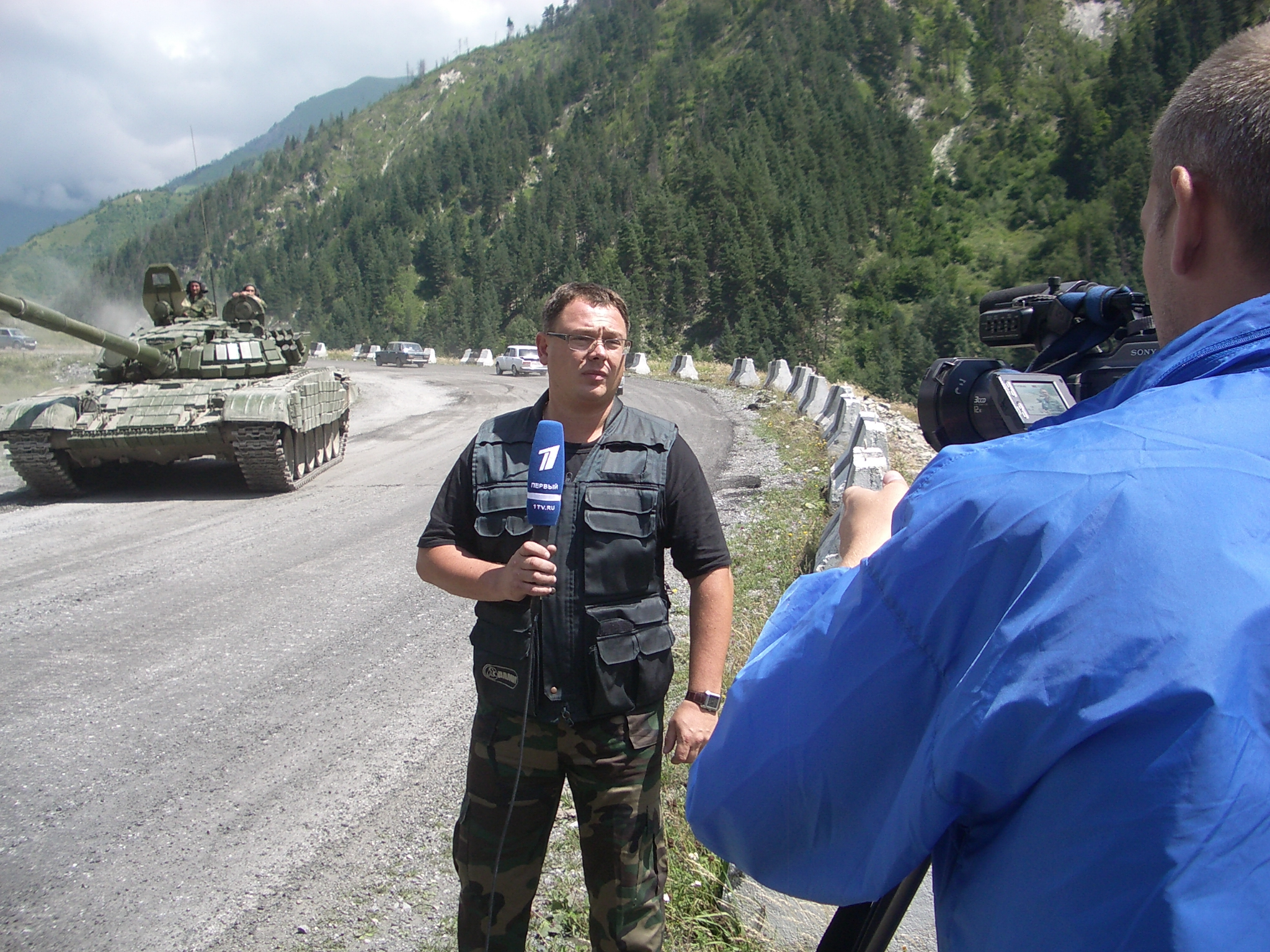
Олег Грознецкий. Южная Осетия, август 2008 года

В октябре 1997 года был приглашён на должность руководителя Балтийского бюро — специального корреспондента в странах Балтии и Калининградской области ЗАО «Общественное российское телевидение» (с сентября 2002 года — ОАО «Первый канал»). Регулярно готовил репортажи для телевизионных программ «Новости», «Времена» и «Время».
За время работы на телевидении освещал вооруженные конфликты на афгано-таджикской границе, боевые действия в Дагестане, Чеченской Республике и Ливане, Секторе Газа, Грузии. Неоднократно принимал участие в прямых линиях с президентом России в качестве корреспондента «Первого канала». Освещал события, связанные с катастрофой АПЛ «Курск».
Во время Иракской войны весной 2003 года Олег Грознецкий работал корреспондентом в Израиле. Весной 2005 года принимал участие в освещении неевропейского этапа кругосветного плавания «Крузенштерна», посвященного 60-летию со дня Победы в Великой Отечественной войне, а также 200-летию первой кругосветной экспедиции российских кораблей под командованием Крузенштерна.
В 1999 году приказом Министра обороны за освещение контртеррористической операции на Северном Кавказе награждён медалью «За укрепление боевого содружества», которую министр обороны Игорь Сергеев вручил лично в Моздоке.
В 2001 году Указом Президента Российской Федерации за работу в условиях боевых действий на Северном Кавказе награждён Орденом «Мужества», который глава государства В. В. Путин вручил лично в Кремле.
В 2003 году приказом первого заместителя Командующего ОГВ награждён нагрудным знаком «За верность долгу».
В 2006 году Указом Президента Российской Федерации награждён медалью ордена «За заслуги перед Отечеством II степени».
В 2008 году Указом Президента Российской Федерации за освещение боевых действий в Южной Осетии Грознецкий был награждён Почётной грамотой Президента РФ.
Последний репортаж Грознецкого для «Первого канала» вышел 17 сентября 2010 года и был посвящён аресту Ахмеда Закаева в Польше.
С сентября 2010 по январь 2013 года — министр социальной политики Правительства Калининградской области.
С 1 февраля 2013 по июнь 2018 года — вице-президент Корпорации «Союз».
22 ноября 2017 года был назначен заместителем председателя Общественной палаты Калининградской области, будучи выдвинутым региональным отделением ДОСААФ.

## Семья
Вместе с супругой воспитывает двух дочерей.

## Политическая деятельность
Оргкомитет регионального отделения «Единой России» принял решение зарегистрировать для участия в праймериз — предварительном партийном голосовании по отбору кандидатов в депутаты Госдумы — Олега Грознецкого.

## Награды

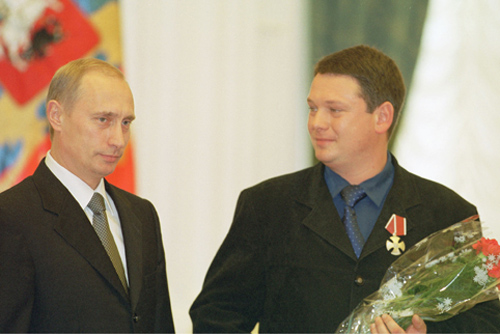
Владимир Путин и Олег Грознецкий

Орден «Мужества» (8 декабря 2000 года) — «за мужество, отвагу и самоотверженность, проявленные при исполнении профессионального долга, и объективное освещение событий в Северо-Кавказском регионе»
Медаль «За укрепление боевого содружества»
Медаль ордена «За заслуги перед Отечеством» II степени (27 ноября 2006 года) — «за большой вклад в развитие отечественного телерадиовещания и многолетнюю плодотворную работу»
Почётная грамота Президента РФ
Нагрудный знак «За верность долгу»
Премия Союза журналистов (2001)
Лауреат премии «Золотой венец границы» (2001)
Финалист премии ТЭФИ (2000, 2001)

## Документальные фильмы
- «Чечня. Своя чужая боль» — документальный фильм «Первого канала» о том, как Олег Грознецкий вывез русскую семью из Грозного в Калининград во времена Второй чеченской войны[30].
- «Там, за туманами» — фильм о семьях моряков атомной подводной лодки «Курск».

## Нападение
Происшествие произошло в Москве на Ярославской улице около 20 часов и попало на камеры наблюдения. На записи видно, как Олег Грознецкий идет вечером к дому, позади него идут двое молодых людей. Они догонят мужчину и обходят его с двух сторон. Подойдя к Олегу, один из мужчин что-то спрашивает, а потом указывает на второго мужчину. Грознецкий поворачивает голову в сторону второго попутчика и тут же получает удар в челюсть и падает. Далее двое преступников начинают избивать экс-министра, а на помощь к ним спешит третий.
Забрав ценные вещи, они убегают с места преступления. Сразу после этого Олег Грознецкий был госпитализирован с черепно-мозговой травмой и множественными рваными ранами головы. Сумма похищенного составила всего 30 тысяч рублей.